# بلايني كوك
بلايني كوك هو مهندس وعالم حاسوب كندي، ولد في 19 ديسمبر 1980.